# Maniltoa minor
Maniltoa minor é uma espécie vegetal da família Fabaceae.
Apenas pode ser encontrada nas Fiji.